# Bryndum Sogn

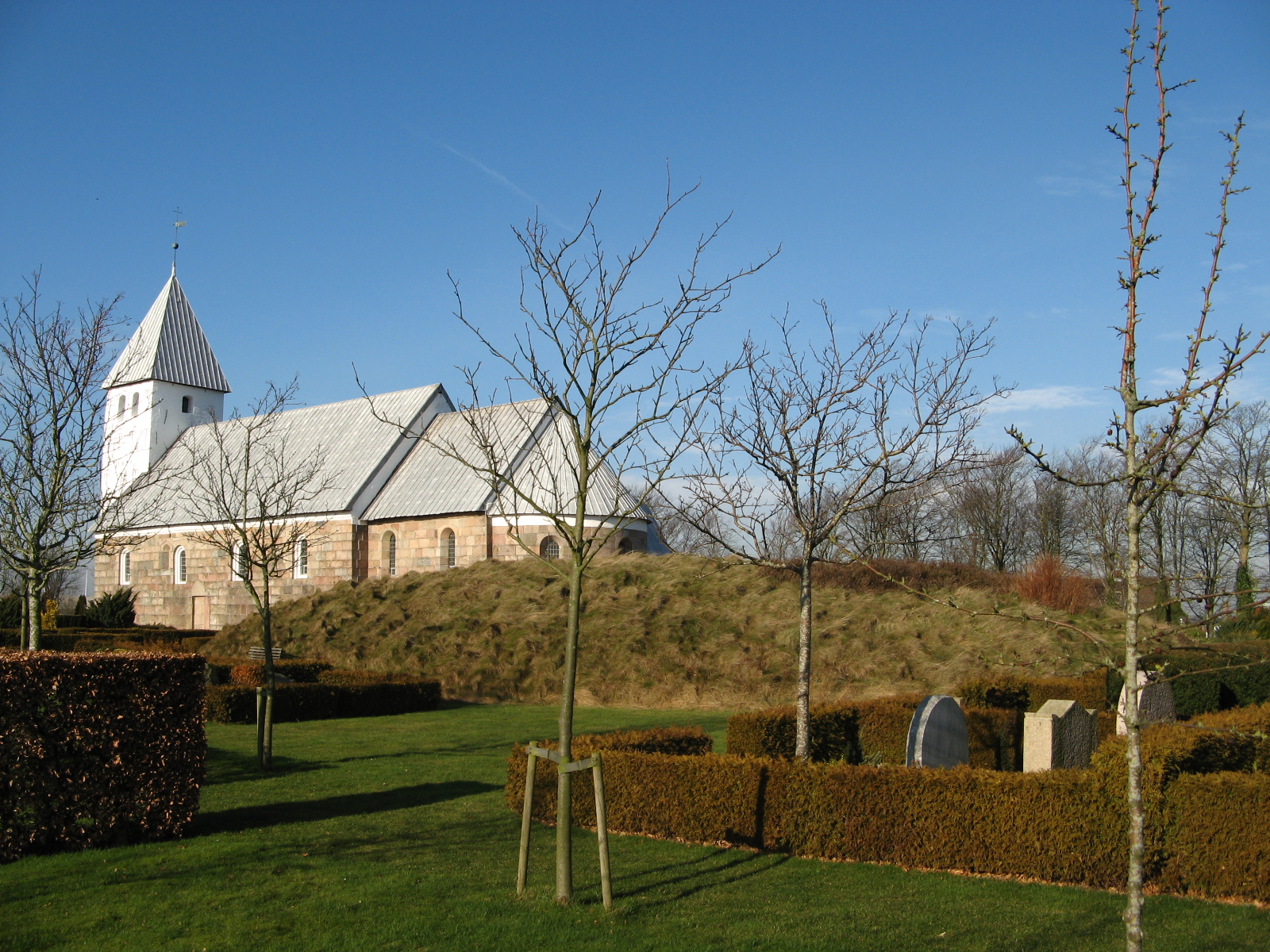
Bryndum Kirche

Bryndum Sogn ist eine Kirchspielsgemeinde (dän.: Sogn)  im südlichen Dänemark. Bis 1970 gehörte sie zur Harde Skast  Herred im damaligen Ribe Amt, danach zur Esbjerg Kommune im erweiterten Ribe Amt, die im Zuge der  Kommunalreform zum 1. Januar 2007 in der „neuen“  Esbjerg Kommune in der Region Syddanmark aufgegangen ist.
Im Kirchspiel leben 2656 Einwohner, davon 528 im Kirchdorf Bryndum und 1699 in Tarp, zu dem statistisch auch Esbjergs Stadtteil Kjersing gehört. (Stand:1. Januar 2023). Im Kirchspiel liegt die Kirche „Bryndum Kirke“.
Im Jahre 1983 spaltete sich das Kirchspiel Gjesing Sogn vom Bryndum Sogn ab.
Nachbargemeinden sind im Osten Vester Nebel und Skads, im Süden Kvaglund, im Westen Guldager und Gjesing sowie auf dem Gebiet der Varde Kommune im Nordwesten Alslev.